# D'yer Mak'er
D'yer Mak'er is een nummer van de Engelse rockband Led Zeppelin. Het is het zesde nummer van hun vijfde studioalbum Houses of the Holy uit 1973. In Nederland bereikte het, als single uitgebrachte nummer, de 10e plaats in de Nederlandse Tipparade. De B-kant bevatte, alleen in Nederland, het uit 1970 afkomstige nummer "Gallows Pole", van hun derde studioalbum Led Zeppelin III.

## Compositie en opname
Het nummer is in 1972 opgenomen in Mick Jaggers huis Stargroves in Hampshire, met behulp van de Rolling Stones Mobile Studio en geluidstechnicus Eddie Kramer. De eindmix vond plaats in de Electric Lady Studios in New York, eveneens onder leiding van Eddie Kramer.
Het was bedoeld als een imitatie van reggaemuziek en de daarvan afgeleide dub-variant, die zijn opkomst kende vanaf 1970 en was ontstaan op Jamaica (de titel "D'yer Mak'er" klinkt in het Engels ook als "Jamaica"). De oorsprong was een drumbeat van drummer John Bonham, gebaseerd op de doowop-muziekstijl. Het kenmerkende drumgeluid werd bereikt door drie microfoons, die op ruime afstand van Bonhams drumstel geplaatst werden.
D'yer Mak'er werd, net als "The Crunge", in eerste instantie niet serieus genomen en een aantal muziekjournalisten waren niet mild in hun kritiek op beide nummers.
Gitarist Jimmy Page zei hier in 1977 over: 

Ik had niet verwacht dat het publiek het niet zouden snappen. Ik dacht dat het vrij duidelijk was. Het nummer was een kruising tussen reggae en, onder andere, Poor Little Fool, een nummer van Ricky Nelson uit 1958, enkele dingen van Ben E. King, en meer van dat soort werk.

Bassist John Paul Jones uitte zijn ongenoegen over het nummer, het zou als grap begonnen zijn en er was niet goed genoeg over nagedacht. Zanger Robert Plant zag er echter een hit in en kwam met het voorstel om het nummer in de VK op single uit te brengen. Omdat het Led Zeppelins beleid was om daar geen singles meer uit te brengen, werd het idee door de andere bandleden weggestemd.
"D'yer Mak'er" is een van de weinige Led Zeppelin-nummers dat op naam van  alle vier de bandleden staat. Op de albumhoes wordt bij de songtekst van het nummer nog een ode gebracht aan het adres van de destijds populaire Amerikaanse doowopband Rosie and the Originals, wijzend naar de invloed die deze muziekstijl had op het nummer: "Whatever happened to Rosie and the Originals?" 

## Recensies
Muziekjournalist Gordon Fletcher van Rolling Stone Magazine gaf het nummer in 1973 een negatieve review. Hij noemde het: "Een slechte imitatie" en "Een van de slechtste nummers die de band ooit gemaakt heeft". Ook noemde hij het: "Een zielige poging van Led Zeppelin om reggae te spelen. Mochten ze ooit de moeite nemen om het op Jamaica te spelen, dan zouden ze waarschijnlijk worden uitgelachen. Het is irritant om te horen dat het geen rekening houdt met de gevoeligheid van de pure reggae-cultuur." 
Zanger Axl Rose, van de Amerikaanse hardrockband Guns N' Roses, zei in een interview in 2002 dat het nummer tijdens zijn tienerjaren veel voor hem had betekend: "Het nummer was voor mij de aanzet naar hardrock." 

## Live-uitvoeringen
"D'yer Mak'er" is nooit in zijn geheel live uitgevoerd door de band. Op 25 mei 1975 werd het gedeeltelijk gespeeld als onderdeel van het nummer "Communication Breakdown", tijdens een concert in Earls Court in Londen.

## Cover-versies
"D'yer Mak'er" is door diverse artiesten gecoverd. De bekendste zijn:

| Artiest        | Album                                  | Jaar |
| -------------- | -------------------------------------- | ---- |
| Eek-A-Mouse    | U-Neek                                 | 1991 |
| Sheryl Crow    | Encomium - A Tribute to Led Zeppelin   | 1995 |
| No Mercy       | My Promise                             | 1996 |
| Dread Zeppelin | De-jah-Voodoo - Greatest & Latest Hits | 2000 |
| Gov't Mule     | Holy Haunted House                     | 2008 |